# Anopheles marshallii
Anopheles marshallii är en tvåvingeart som först beskrevs av Theobald 1903.  Anopheles marshallii ingår i släktet Anopheles och familjen stickmyggor. Inga underarter finns listade i Catalogue of Life.